# 拉法埃萊·本丹迪

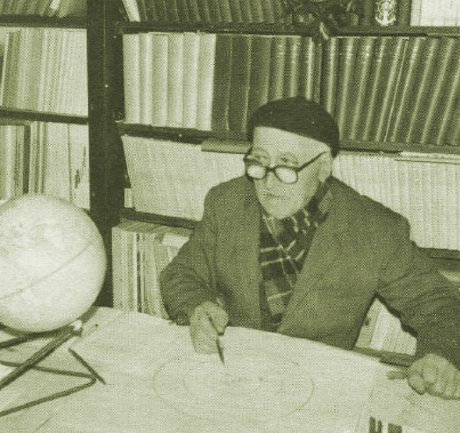
拉法埃萊·本丹迪

拉法埃萊·本丹迪（義大利語：Raffaele Bendandi） （1893年10月17日生於法恩扎，1979年11月3日死於法恩扎）是一位因地震預言而知名的義大利偽科學學家。本丹迪是靠自學的，也不曾對他自身的理論發表可驗證的科學解釋。

## 生平與遺物
本丹迪出生在法恩扎的一個小康家庭。他只有在學校待過五年，但一次發生在1905年8月30日的日蝕，使他對太陽系的行星運行產生興趣。他曾以一位鐘錶匠、雕刻家的身分工作過，也曾經上過機械製圖的課程，這使他能夠製造精密的儀器及進行繪製，以便考證他自身的理論。1908年墨西拿地震發生後，本丹迪開始研究潮汐，以及製作出由他設計的地震儀。1914年10月，他以未公開的筆記進行預言，一起地震即將在1915年1月13日發生。緊接著，當天發生1915年阿韋札諾地震，造成30,000人罹難。使他更全心投入於研究過去發生的地震與行星連珠現象，並建立起他私人的地震儀觀測室。
第一次世界大戰退役後，1920年他加入義大利地震學會。日積月累下，他發展出自己的一套理論，內容是關於地震的性質，並命名為「地震成因」。他相信，地震是由太陽系的行星連珠所引發，月亮、太陽與其他行星的引力會影響地殼的活動，但他不透過傳統科學證據加以證實。1923年11月，他預言一起地震即將在1924年1月2日來襲，並以公證人的身分簽署一份描述後，他在義大利獲得了名聲。1924年1月4日馬爾凱發生一起地震，他的預言卻只有兩天的誤差。基於這次預測，義大利一家報紙《晚郵報》刊登一則關於本丹迪的頭版新聞。1920年代，他在義大利報紙與他國報紙上發表了許多地震預言，其中包括《義-美進展報》。連墨索里尼都對他印象深刻，因而頒發義大利王冠勳章給他。但直到1928年，禁止他作出任何進一步的公開預言，避免打擊到當地觀光。
1931年他發表了《宇宙的基本原理》，主張地震與太陽黑子活動兩者之間有一種關聯性。無論如何，他不曾發表任何預言方法的數據，這當中還留下許多的疑點，儘管他清楚與潮汐周期有著關聯性。1950年，他復出發表預言地震，並持續進行預言，直到1977年為止，但1960年代末有一陣子中斷。將他所進行的預言與實際事件兩者之間做一個比對後， 會發現本丹迪對時間預測的準確度，是相當令人訝異的。往後幾年，他對日期與地點的預言變得更加具體，然而據傳他預言的1976年弗留利地震仍造成1000多人罹難。他也宣稱在水星與太陽之間發現新行星，並以他的家鄉命名為「法恩扎」。
他去世後，部分遺稿遭到祝融之厄。倖存下來的殘篇雖然提及2011年至2012年，但沒有提供任何描述是關於地震預言的日期或地點。他位於法恩扎的故居後來變成一座紀念館，命名為「拉法埃萊·本丹迪故居紀念館」。

## 2011年事件
2011年1月，許多傳單謊稱來自義大利人民保護署，並在錢皮諾市鎮裡發送，內容聲明本丹迪預言2011年5月11日將有一起地震，居民應在那天以前離開他們的住家。有一部分是透過社群網站持續散布謠言，並詳述地震將對羅馬造成影響。2011年5月，報導指出有的人們相信預言所說的，即將發生在5月11日的地震，正準備離開羅馬去避難。但該預言卻被本丹迪遺稿的看護人否認了，遺稿中並沒有出現相關的預言日期。義大利地質學與火山學國家機構（INGV）在這天仍開放它位於羅馬的辦公室。這天羅馬並沒有發生地震。然後同一天，幾家媒體的報導卻將注意力轉移到發生在西班牙距離約1,300（810英里）的2011年羅卡地震。義大利地質學與火山學國家機構發表聲明：「義大利與西班牙之間，絕對沒有任何地質學上的關聯性，也與羅馬的地震預言毫無關係。」